# Leptopelis rufus
Leptopelis rufus es una especie de anfibios de la familia Arthroleptidae.
Habita en Camerún, República del Congo, República Democrática del Congo, Guinea Ecuatorial, Gabón, Nigeria y, posiblemente, Angola y República Centroafricana.
Su hábitat natural incluye bosques tropicales o subtropicales húmedos a baja altitud, ríos y zonas previamente boscosas muy degradadas.
Está amenazada de extinción por la pérdida de su hábitat natural.